# Szwajcaria (Suwałki)
Szwajcaria – część miasta Suwałki, jednostka pomocnicza gminy miejskiej (sołectwo). Stanowi przyłączoną w całości do Suwałk w 1981 r. dotychczasową wieś Szwajcaria.
Pochodzi stamtąd polityk Jarosław Zieliński.
Znajduje się tu skansen archeologiczny obejmujący kurhany i cmentarzysko na terenie rezerwatu przyrody Cmentarzysko Jaćwingów. W pobliżu źródła ma Kanał Kamionka.